# Bestsellery Empiku
Bestsellery Empiku – nagrody Empiku dla najlepiej sprzedających się w minionym roku książek, filmów, płyt, gier oraz czasopism (uprzednio również artykułów papierniczych). W latach 1999–2007 nagrody te nosiły nazwę „Asy Empiku”. Pierwsze Asy Empiku za rok 1999 wręczono 24 stycznia 2000 w Filharmonii Narodowej w Warszawie. Od 2008 roku nagrody noszą nazwę „Bestsellery Empiku”.

## Nagrody

### Asy Empiku 1999
- Literatura polska: Joanna Chmielewska – Jak wytrzymać z mężczyzną (czwarte wydanie)
- Literatura obca: Paulo Coelho – Alchemik
- Muzyka polska: Kayah i Goran Bregović – Kayah i Bregović
- Muzyka zagraniczna: The Offspring – Americana
- Wydarzenie roku: program edukacyjny „EuroPlus+Reward”

### Asy Empiku 2000
- Literatura polska: Joanna Chmielewska – Jak wytrzymać z mężczyzną (piąte wydanie)
- Literatura obca: Angus J. Kennedy – Internet – praktyczny przewodnik
- Muzyka polska: Golec uOrkiestra – Golec uOrkiestra 2
- Muzyka zagraniczna: Carlos Santana – Supernatural
- Wydarzenie roku: Arka Noego – A gu gu

Źródło.

### Asy Empiku 2001
- Literatura polska: Katarzyna Grochola – Nigdy w życiu!
- Literatura obca: Helen Fielding – Dziennik Bridget Jones
- Muzyka polska: Ich Troje – Ad. 4
- Muzyka zagraniczna: Leonard Cohen – Ten New Songs
- Film na DVD: Gladiator
- Film na VHS: Shrek
- Multimedia edukacja: Encyklopedia Millenium
- Gra komputerowa: Harry Potter i Kamień Filozoficzny
- Wydarzenie roku: Sąsiedzi – książka Jana Tomasza Grossa

Źródło.

### Asy Empiku 2002
- Literatura polska: Dorota Masłowska – Wojna polsko-ruska pod flagą biało-czerwoną
- Literatura obca: Paulo Coelho – Demon i panna Prym
- Fantastyka polska: Andrzej Sapkowski – Narrenturm
- Fantastyka zagraniczna: J.R.R. Tolkien – Dwie wieże
- Film polski: Marek Koterski – Dzień świra
- Film zagraniczny: Roman Polański – Pianista
- Muzyka polska: Anna Maria Jopek i Pat Metheny – Upojenie
- Muzyka zagraniczna: Red Hot Chili Peppers – By the Way
- Wydarzenie roku:

### Asy Empiku 2003
- Literatura polska: Jan Paweł II – Tryptyk rzymski
- Literatura obca: Paulo Coelho – Pielgrzym
- Fantastyka polska: Andrzej Sapkowski – Narrenturm
- Fantastyka zagraniczna: Terry Pratchett – Ciekawe czasy
- Film polski: Zmruż oczy
- Film zagraniczny: Władca Pierścieni: Dwie wieże
- Muzyka polska: Raz, Dwa, Trzy – Trudno nie wierzyć w nic
- Muzyka zagraniczna: Madonna – American Life
- Gra: The Sims: Gwiazda
- Wydarzenie roku: Kabaret Tey – 1971–1980

Źródło.

### Asy Empiku 2004
- Literatura polska: Katarzyna Grochola – Ja wam pokażę!
- Literatura zagraniczna: Dan Brown – Kod Leonarda da Vinci
- Fantastyka polska: Andrzej Sapkowski – Boży bojownicy
- Fantastyka zagraniczna: Terry Pratchett – Na glinianych nogach
- Historia i literatura faktu: Lynne Olson i Stanley Cloud – Sprawa honoru
- Literatura dziecięca i młodzieżowa: J.K. Rowling – Harry Potter i Zakon Feniksa
- Poradnik: Arthur Agatston – Dieta South Beach
- Nauki humanistyczne: Ryszard Kapuściński – Podróże z Herodotem
- Film polski: Nigdy w życiu
- Film zagraniczny: Władca Pierścieni: Powrót króla
- Bajki/kino familijne: Shrek 2
- Muzyka polska: Coma – Pierwsze wyjście z mroku
- Muzyka zagraniczna: Maroon 5 – Songs About Jane
- Polski hip-hop i R&B: Sistars – Siła sióstr
- Zagraniczny hip-hop: The Black Eyed Peas – Elephunk
- Gra: The Sims 2
- Wydarzenie roku: Wejście Polski do Unii Europejskiej

Źródło.

### Asy Empiku 2005
- Literatura polska: Katarzyna Grochola – Osobowość ćmy
- Literatura zagraniczna: Dan Brown – Kod Leonarda da Vinci
- Fantastyka: Christopher Paolini – Eragon
- Literatura dziecięca i młodzieżowa: René Goscinny i Jean-Jacques Sempé – Nowe przygody Mikołajka
- Historia i literatura faktu: Jan Paweł II – Autobiografia Jana Pawła II
- Poradniki: Ewa Aszkiewicz – Kuchnia polska: 1001 przepisów
- Nauki humanistyczne: Jan Paweł II – Pamięć i tożsamość
- Muzyka polska: Kult – Poligono Industrial
- Muzyka zagraniczna: Jean-Michel Jarre – Live in Gdańsk
- Polski hip-hop i R&B: Sistars – A.E.I.O.U.
- Zagraniczny hip-hop: 50 Cent – The Massacre
- Polski jazz: Leszek Możdżer, Lars Danielsson i Zohar Fresco – The Time
- Zagraniczny jazz: Różni wykonawcy – The Best Smooth Jazz... Ever! Vol. 2
- Film polski: Kabaret Tey
- Film zagraniczny: Gwiezdne wojny: część III – Zemsta Sithów
- Bajki: Madagaskar
- Gra na PC: The Sims 2: Na studiach
- Gra na PS2: FIFA 06
- Wydarzenie roku: Rafał Blechacz zwycięzcą XV Międzynarodowego Konkursu Pianistycznego im. F. Chopina

Źródło.

### Asy Empiku 2006
- Literatura polska: Janusz L. Wiśniewski – Samotność w sieci
- Literatura zagraniczna: Jeremy Clarkson – Świat według Clarksona
- Fantastyka: Andrzej Sapkowski – Lux Perpetua
- Literatura dziecięca i młodzieżowa: J.K. Rowling – Harry Potter i Książę Półkrwi
- Historia i literatura faktu: Michał Komar – Władysław Bartoszewski. Wywiad rzeka
- Poradniki: Pascal Brodnicki – Po prostu mi to ugotuj!
- Nauki humanistyczne: Tomasz Lis – Polska, głupcze!
- Muzyka polska: Piotr Rubik – Oratorium-Psałterz wrześniowy
- Muzyka zagraniczna: Katie Melua – Piece by Piece
- Polski hip-hop i R&B: Molesta Ewenement – Nigdy nie mów nigdy
- Zagraniczny hip-hop: 50 Cent – The Massacre (New Edition)
- Polski jazz: Leszek Możdżer, Lars Danielsson i Zohar Fresco – Between Us and the Light
- Zagraniczny jazz: Różni wykonawcy – The Best Smooth Jazz... Ever! Vol. 3
- Film polski: Czterej pancerni i pies
- Film zagraniczny: Piraci z Karaibów: Skrzynia umarlaka
- Bajki/kino familijne: Harry Potter i Czara Ognia
- Gra na PC: Heroes of Might and Magic V
- Gra na PS2: Tekken 5 Platyna
- Wydarzenie roku: Open’er Festival
- Honorowy As Empiku: Teatr Muzyczny „Roma”

Źródło

### Asy Empiku 2007
- Literatura polska: Witold Bereś i Krzysztof Burnetko – Kapuściński: nie ogarniam świata
- Literatura zagraniczna: Paulo Coelho – Czarownica z Portobello
- Fantastyka: J.R.R. Tolkien – Dzieci Hurina
- Literatura dziecięca i młodzieżowa: René Goscinny i Jean-Jacques Sempé – Nowe przygody Mikołajka, tom 2
- Historia i literatura faktu: Michał Komar – Władysław Bartoszewski. Wywiad rzeka
- Nauki humanistyczne: Rhonda Byrne – Sekret
- Muzyka polska: Raz, Dwa, Trzy – Młynarski
- Muzyka zagraniczna: Nelly Furtado – Loose
- Jazz: Norah Jones – Not Too Late
- Film polski: Testosteron
- Film zagraniczny: 300
- Bajki/kino familijne: Shrek Trzeci
- Kino artystyczne/dokument: Antologia polskiej animacji
- Seriale: 07 zgłoś się
- Gra na PC: Wiedźmin 2
- Gra na konsole: Tekken 5 Platyna
- Wydarzenie roku: gra Wiedźmin
- Honorowy As Empiku: Andrzej Wajda

Źródło.

### Bestsellery Empiku 2008
- Literatura polska: Wojciech Cejrowski – Gringo wśród dzikich plemion
- Literatura zagraniczna: Carlos Ruiz Zafón – Gra anioła
- Fantastyka: Christopher Paolini – Brisingr
- Literatura dziecięca i młodzieżowa: J.K. Rowling – Harry Potter i Insygnia Śmierci: Część I
- Historia i literatura faktu: Michał Komar – Władysław Bartoszewski. Wywiad rzeka
- Nauki humanistyczne: Rhonda Byrne – Sekret
- Muzyka polska: Feel – Feel
- Muzyka zagraniczna: Metallica – Death Magnetic
- Jazz: Anna Maria Jopek – Spoza
- DVD muzyczne: I Told You I Was Trouble
- Film polski: Katyń
- Film zagraniczny: Mamma Mia!
- Bajki/kino familijne: High School Musical 2
- Seriale animowane: Włatcy móch
- Kino artystyczne/dokument: Boso przez świat. Meksyk
- Gra na PC: The Sims 2
- Gra na konsole: Grand Theft Auto IV
- Wydarzenie roku: J.K. Rowling – Harry Potter i Insygnia Śmierci: Część I

Źródło.

### Bestsellery Empiku 2009
- Literatura polska: Małgorzata Kalicińska – Dom nad rozlewiskiem
- Literatura zagraniczna: Carlos Ruiz Zafón – Marina
- Fantastyka: Andrzej Pilipiuk – Homo Bimbrownikus
- Literatura dziecięca i młodzieżowa: Stephenie Meyer – Zmierzch
- Historia i literatura faktu: Marian Zacharski – Nazywam się Zacharski
- Nauki humanistyczne: Rhonda Byrne – Sekret
- Poradnik: Pierre Dukan – Nie potrafię schudnąć
- Muzyka polska: Kult – Hurra!
- Muzyka zagraniczna: Sting – If on a Winter’s Night...
- Jazz: Diana Krall – Quiet Nights
- Klasyka: Rafał Blechacz – Chopin. Koncerty fortepianowe
- DVD muzyczne: Live in Bucharest
- Film polski: Wojna polsko-ruska
- Film zagraniczny: Zmierzch
- Bajki/kino familijne: Było sobie życie
- Serial: Dr House (sezon 4)
- Kino artystyczne/dokument: The Secret
- Gra na PC: The Sims 3
- Gra na konsole: FIFA 10

Źródło.

### Bestsellery Empiku 2010
- Literatura polska: Katarzyna Grochola – Zielone drzwi
- Literatura zagraniczna: Dan Brown – Zaginiony symbol
- Fantastyka: Trudi Canavan – Misja ambasadora
- Literatura młodzieżowa: Stephenie Meyer – Przed świtem
- Książka dla dzieci: Elżbieta Lekan – Akademia 2-latka
- Biografie i literatura faktu: Wojciech Mann – RockMann, czyli jak nie zostałem saksofonistą
- Nauki humanistyczne: Szymon Hołownia – Bóg. Życie i twórczość
- Poradnik: Pierre Dukan – Nie potrafię schudnąć
- Audiobook: Pippi Pończoszanka (czyt. Edyta Jungowska), Wydawnictwo Jung-Off-Ska
- Muzyka polska: Kult – MTV Unplugged
- Muzyka zagraniczna: Sade – Soldier of Love
- Jazz: Aga Zaryan – Looking Walking Being
- Klasyka: Rafał Blechacz – Chopin. Koncerty fortepianowe
- DVD muzyczne: The Big Four: Live from Sofia, Bulgaria
- Film polski: Popiełuszko. Wolność jest w nas
- Film zagraniczny: Saga „Zmierzch”: Księżyc w nowiu
- Bajki/ kino familijne: Shrek Forever
- Serial: Dr House (sezon 5)
- Film dokumentalny: Boso przez świat. Vanuatu
- Gra PC: Call of Duty: Black Ops
- Gra PlayStation 3: FIFA 11
- Gra Xbox 360: FIFA 11
- Gra PlayStation Portable: LittleBigPlanet
- Program edukacyjny i narzędziowy: Profesor Henry 6.0 Megapakiet
- Kolekcja autorska: Aleksandra Woldańska-Płocińska

Źródło.

### Bestsellery Empiku 2011
- Literatura piękna: Umberto Eco – Cmentarz w Pradze
- Literatura młodzieżowa: Carlos Ruiz Zafón – Pałac północy
- Literatura dla dzieci: Elżbieta Lekan – Akademia 2-latka
- Biografia i literatura faktu: Literatura faktu: Danuta Wałęsa – Marzenia i tajemnice
- Fantastyka: George R.R. Martin – Gra o tron
- Nauki humanistyczne i społeczne: Szymon Hołownia i Marcin Prokop – Bóg, kasa i rock’n’roll
- Poradnik:
- Edukacja: Beata Pawlikowska – Blondynka na językach – angielski brytyjski
- Ebook: Paweł Wimmer – Angielskie formuły konwersacyjne
- Audiobook: Dzieci z Bullerbyn (czyt. Edyta Jungowska), Wydawnictwo JUNG-OFF-SKA
- Projekty specjalne wydawnictw prasowych: Marek Niedźwiecki – Nie wierzę w życie pozagrobowe
- Muzyka polska: Zakopower – Boso
- Muzyka zagraniczna: Adele – 21
- Jazz/blues: Leszek Możdżer – Komeda
- Muzyka poważna: Marcin Wyrostek – Marcin Wyrostek & Coloriage
- DVD muzyczne: Grupa MoCarta – Zamach na MoCarta
- Gra PC: Wiedźmin 2: Zabójcy królów
- Gra Xbox 360: FIFA 11
- Gra PSP:
- Gra PS3: FIFA 12
- Program edukacyjny i narzędziowy: Empik dzieciom
- Serial: Czas honoru
- Bajki/kino familijne: Harry Potter i Insygnia Śmierci: Część I
- Film polski: Sala samobójców
- Film zagraniczny: Jak zostać królem

Źródło.

### Bestsellery Empiku 2012
- Literatura polska: Katarzyna Grochola – Houston, mamy problem
- Literatura obca: E.L. James – Pięćdziesiąt twarzy Greya
- Literatura faktu: Danuta Wałęsa – Marzenia i tajemnice
- Literatura dla młodzieży: Suzanne Collins – Igrzyska śmierci
- Literatura dla dzieci: Agnieszka Chylińska – Zezia i Giler
- Humanistyka: Szymon Hołownia – Last minute. 24 h chrześcijaństwa na świecie
- Poradnik: Sherry Argov – Dlaczego mężczyźni kochają zołzy
- Muzyka polska: Artur Andrus – Myśliwiecka
- Muzyka zagraniczna: Adele – 21
- Jazz/muzyka poważna – Diana Krall – Glad Rag Doll
- Film polski: Listy do M.
- Film zagraniczny: Saga „Zmierzch”: Przed świtem – część 1
- Bajka/kino familijne: Merida Waleczna
- Gra: Diablo III
- Tygodnik: „Newsweek Polska”
- Miesięcznik: „Twój Styl”
- Kolekcja autorska: Joanna Sarapata – Sarapata for Empik
- Wydarzenie roku: Jesteś Bogiem
- Nagroda specjalna: National Geographic

Źródło.

### Bestsellery Empiku 2013
- Literatura polska: Zygmunt Miłoszewski – Bezcenny
- Literatura obca: E.L. James – Pięćdziesiąt twarzy Greya
- Biografie i literatura faktu: Eben Alexander – Dowód
- Literatura dla dzieci: Jeff Kinney – Dziennik cwaniaczka Zezowate szczęście
- Fantastyka: Andrzej Sapkowski – Sezon burz
- Poezja: antologia Polskie chwasty
- Poradnik: Ewa Chodakowska-Kavoukis – Zmień swoje życie z Ewą Chodakowską
- Muzyka polska: Dawid Podsiadło – Comfort and Happiness
- Muzyka zagraniczna: Depeche Mode – Delta Machine
- Film polski: Czas honoru (sezon 5)
- Film zagraniczny: Hobbit: Niezwykła podróż
- Gra: Grand Theft Auto V
- Tygodnik: „Newsweek Polska”
- Miesięcznik: „Twój Styl”
- Kolekcja autorska: Joanna Sarapata – Sarapata for Empik
- Wydarzenie roku: debiut Dawida Podsiadło
- Nagroda specjalna: Empik Art Unlimited

Źródło.

### Bestsellery Empiku 2014
- Literatura polska: Zygmunt Miłoszewski – Gniew
- Literatura obca: John Green – Gwiazd naszych wina
- Literatura faktu: Artur Górski – Masa o kobietach polskiej mafii
- Literatura dla dzieci: Jeff Kinney – Dziennik cwaniaczka Zezowate szczęście
- Poezja: Wisława Szymborska – Czarna piosenka
- Poradnik: Regina Brett – Bóg nigdy nie mruga
- Muzyka polska: Dawid Podsiadło – Comfort and Happiness
- Muzyka zagraniczna: Indila – Mini World
- Film polski: Ida
- Film zagraniczny: Hobbit: Pustkowie Smauga
- Gra: FIFA 15
- Tygodnik: „Newsweek Polska”
- Miesięcznik: „Twój Styl”
- Kolekcja autorska: Kilerzy
- Wydarzenie roku: Nagroda Grammy dla Włodzimierza Pawlika
- Nagroda specjalna: Smith Keri – Zniszcz ten dziennik

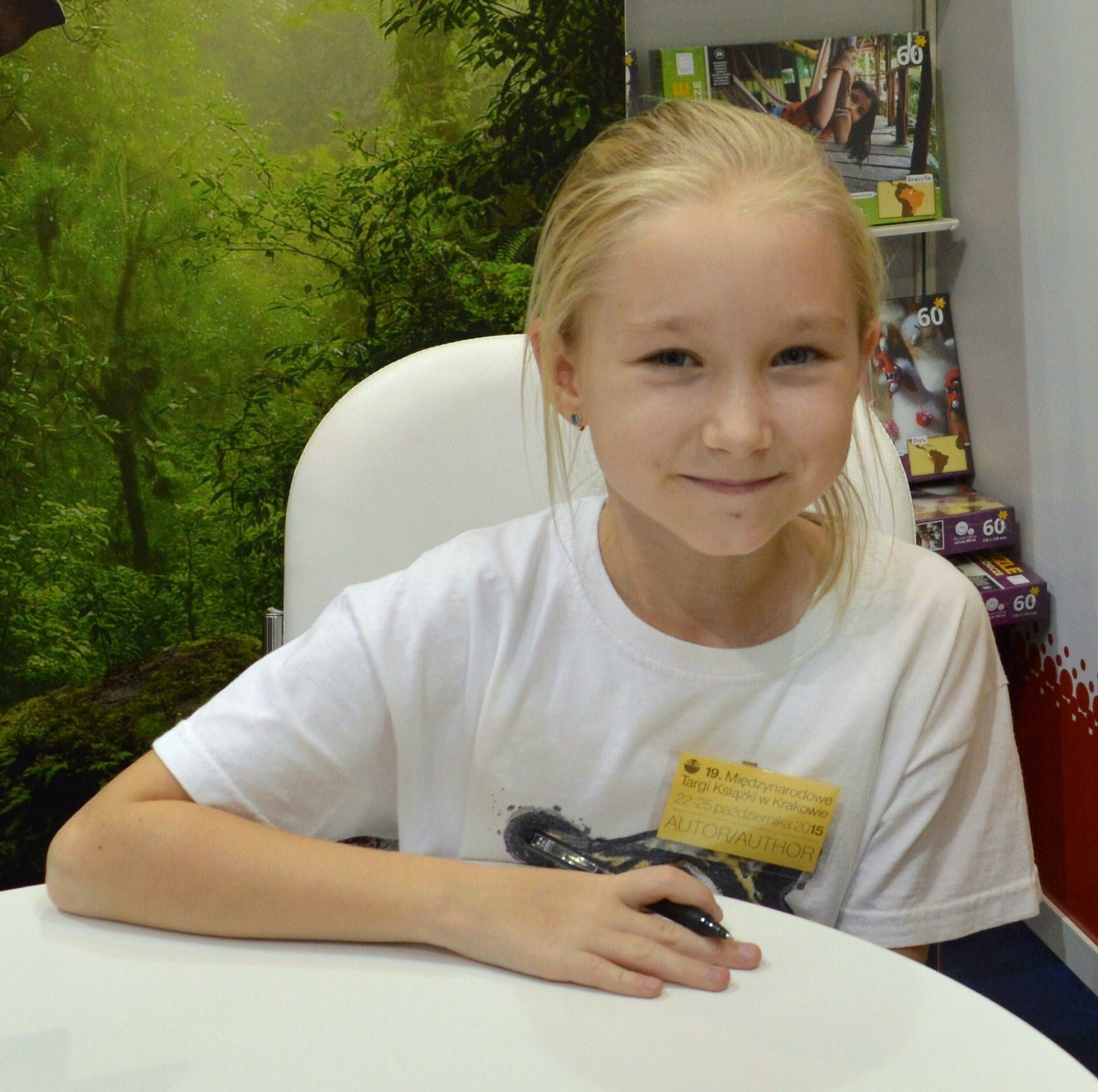
Nela mała reporterka

### Bestsellery Empiku 2015
- Literatura polska: Katarzyna Bonda – Okularnik
- Literatura obca: Paula Hawkins – Dziewczyna z pociągu
- Literatura dla młodzieży: Forman Gayle – Wróć, jeśli pamiętasz
- Literatura dla dzieci: Nela mała reporterka – Nela i tajemnice świata
- Poradnik: Ewa Grzelakowska-Kostoglu – Red Lipstick Monster. Tajniki makijażu
- Muzyka polska: Stanisława Celińska – Atramentowa…
- Muzyka zagraniczna: Adele – 25
- Film polski: Bogowie
- Film zagraniczny: Hobbit: Bitwa Pięciu Armii
- Film dla dzieci: W głowie się nie mieści
- Gra: Wiedźmin 3: Dziki Gon
- Tygodnik: „Newsweek Polska”
- Miesięcznik: „Twój Styl”
- Wydarzenie roku: Wiedźmin 3: Dziki Gon

Źródło.

### Bestsellery Empiku 2016
- Literatura polska: Katarzyna Grochola – Przeznaczeni
- Literatura zagraniczna: Hanya Yanagihara – Małe życie
- Literatura faktu: ks. Jan Kaczkowski – Grunt pod nogami
- Literatura dla dzieci: Nela mała reporterka – Śladami Neli przez dżunglę, morza i oceany
- Literatura dla młodzieży: Jack Thorne – Harry Potter i przeklęte dziecko
- Muzyka polska: O.S.T.R. – Życie po śmierci
- Muzyka zagraniczna: Metallica – Hardwired...To Self-Destruct
- Film zagraniczny: Gwiezdne wojny: Przebudzenie Mocy
- Film polski: Pitbull. Nowe porządki
- Film dla dzieci: Zwierzogród
- Gra: FIFA 17
- Wydarzenie roku: serial Belfer

Źródło.

### Bestsellery Empiku 2017
- Literatura polska: Zygmunt Miłoszewski – Jak zawsze
- Literatura zagraniczna: Dan Brown – Początek
- Literatura faktu: Tomasz Piątek – Macierewicz i jego tajemnice
- Literatura dla młodzieży: Jay Asher – Światło
- Literatura dla dzieci: Nela mała reporterka – Nela i skarb Karaibów
- Muzyka polska: Kortez – Mój dom
- Muzyka zagraniczna: Ed Sheeran – Divide
- Film zagraniczny: Przełęcz ocalonych
- Film polski: Pitbull. Niebezpieczne kobiety
- Film dla dzieci: Vaiana: Skarb oceanu
- Gra: FIFA 18
- Wydarzenie roku: Twój Vincent

Źródło.

### Bestsellery Empiku 2018
- Literatura polska: Katarzyna Nosowska – A ja żem jej powiedziała…
- Literatura zagraniczna: Heather Morris – Tatuażysta z Auschwitz
- Literatura faktu: Kuba Wojewódzki – Kuba Wojewódzki. Nieautoryzowana autobiografia
- Literatura dla młodzieży: Małgorzata Musierowicz – Ciotka Zgryzotka
- Literatura dla dzieci: Nela mała reporterka – Nela na wyspie rajskich ptaków
- Muzyka polska: Dawid Podsiadło – Małomiasteczkowy
- Muzyka zagraniczna: Andrea Bocelli – Si
- Film zagraniczny: Mamma Mia: Here We Go Again!
- Film polski: Zimna Wojna
- Film dla dzieci: Coco
- Wydarzenie roku: Małomiasteczkowy w realu i wirtualu – Dawid Podsiadło

Źródło.

### Bestsellery Empiku 2019
- Muzyka pop/rock: Roksana Węgiel – Roksana Węgiel
- Muzyka hip-hop: Sokół – Wojtek Sokół
- Muzyka filmowa: Chada – Proceder: Żyj aż do bólu
- Odkrycie Empiku – Muzyka: Hania Rani
- Literatura piękna: Mario Escobar (tłum. Patrycja Zarawska) – Kołysanka z Auschwitz
- Literatura obyczajowa: Blanka Lipińska – Kolejne 365 dni
- Kryminał/sensacja/thriller: Alex Michaelides (tłum. Agnieszka Wyszogrodzka-Gaik) – Pacjentka
- Literatura dla dzieci: Andrzej Maleszka – Magiczne drzewo. Pióro T-Rexa
- Audiobook: Alex Michaelides (tłum. Agnieszka Wyszogrodzka-Gaik) – Pacjentka
- Odkrycie Empiku – Książka: Dominika Słowik – Zimowla
- Film fabularny: Kler
- Film animowany: Jak wytresować smoka 3
- Odkrycie Empiku – Film: Bartosz Kruhlik – Supernova
- Wydarzenie roku: Wykład noblowski Olgi Tokarczuk i efekt Nobla dla Polski

Źródło.

### Bestsellery Empiku 2020
- Muzyka pop/rock: Sanah – Królowa dram
- Muzyka hip-hop: PRO8L3M – Art Brut 2
- Streaming: Quebonafide feat. Daria Zawiałow – „Bubbletea”
- Odkrycie Empiku – Muzyka: Oki – 47playground, 77747mixtape, feat. Ged – Siri
- Literatura piękna: Katarzyna Nosowska – Powrót z Bambuko
- Literatura obyczajowa: Abby Jimenez – To tylko przyjaciel
- Kryminał/sensacja/thriller: Zygmunt Miłoszewski – Kwestia ceny
- Literatura dla dzieci: Jeff Kinney – Dziennik cwaniaczka
- Audiobook: Filip Kasperaszek i Anna Kazejak – Fucking Bornholm
- Odkrycie Empiku – Książka: Igor Jarek – Halny
- Film fabularny: Boże ciało
- Film animowany: Kraina Lodu 2
- Odkrycie Empiku – Film: Magnus von Horn – Sweat
- Wydarzenie roku: Hot16Challenge2

Źródło.

### Bestsellery Empiku 2021
- Muzyka pop/rock: Sanah – Irenka
- Muzyka rap/hip-hop: Mata – Młody Matczak
- Streaming: Męskie Granie Orkiestra 2021 – „I Ciebie też, bardzo”
- Live: FEST Festival 2021
- Odkrycie Empiku – Muzyka: Szczyl – Polska Floryda
- Literatura piękna: Joanna Mokosa-Rykalska – Matka siedzi z tyłu
- Literatura popularna: B.A. Paris – Terapeutka
- Rozwój osobisty: Natalia de Barbaro – Czuła przewodniczka
- Literatura polska dla dzieci: Andrzej Maleszka – Bohaterowie Magicznego Drzewa. Stwór
- Audiobook: Wojciech Chmielarz – Wilkołak (serial oryginalny Empik Go)
- Podcast: Marcin Myszka – Kryminatorium
- Odkrycie Empiku – Literatura: Aleksandra Zbroja – Mireczek. Patoopowieść o moim ojcu
- Kino polskie: 25 lat niewinności. Sprawa Tomka Komendy
- Kino familijne: Mulan
- Odkrycie Empiku – Film: Łukasz Grzegorzek – Moje wspaniałe życie
- Nagroda Publiczności: Mata – Młody Matczak

Źródło.

### Bestsellery Empiku 2022
- Muzyka pop/rock: Sanah – Uczta
- Muzyka rap/hip-hop: SB Maffija – Hotel Maffija 2
- Live: Mata – Mata Tour
- Odkrycie Empiku – Muzyka: Jakub Skorupa – Zeszyt pierwszy
- Literatura piękna: Olga Tokarczuk – Empuzjon
- Kryminał i thriller: Remigiusz Mróz – Projekt Riese
- Literatura obyczajowa: Colleen Hoover, (tłum. Aleksandra Żak) – It Starts with Us
- Literatura polska dla dzieci: Justyna Bednarek i Daniel de Latour – Sekretna historia ludz... skarpetek
- Young adult: P.S. Herytiera „Pizgacz” – Start a Fire. Runda pierwsza
- Audiobook: Marcin Meller – Czerwona ziemia
- Superprodukcja audio: Wojtek Miłoszewski i Zygmunt Miłoszewski – Mierzeja
- Podcast: Artur Nowak i Stanisław Obirek – Kryminalna historia kościoła
- Odkrycie Empiku – Literatura: Ishbel Szatrawska – Żywot i śmierć pana Hersha Libkina z Sacramento w stanie Kalifornia
- Kino polskie: Dziewczyny z Dubaju
- Kino familijne: Sing 2
- Odkrycie Empiku – Film: Damian Kocur – Chleb i sól
- Pisarz/pisarka roku: Weronika Anna Marczak
- Artysta/artystka muzyczny roku: Dawid Podsiadło

Źródło.